# Никос Галис
Никос Галис (на гръцки: Νίκος Γκάλης) е гръцки баскетболист, гард. Смятан е за един от най-великите гръцки спортисти и един от най-добрите европейци в историята на баскетбола. Член е на Залата на славата на ФИБА и Американската баскетболна Зала на славата. С 32.4 точки средно на мач Галис е рекордьор по резултатност в Евролигата.
През 1987 г. извежда Гърция до европейската титла и е избран за баскетболист на годината в Европа. Три пъти е избиран за спортист на годината в Гърция (1986, 1987, 1989)

## Клубна кариера
Роден е и израства в САЩ, където между 1975 и 1979 г. играе за колежанския отбор Сетън Хол Пайрътс. През 1979 г. е изтеглен в драфта на НБА от Бостън Селтикс. По време на предсезонната подготовка с „келтите“ получава контузия, поради което не му е предложен договор. След като се възстановява, Бостън вече не се нуждаят от него, тъй като Джералд Хендерсън се налага на неговата позиция
Галис решава да заиграе в шампионата на Гърция и става част от Арис Солун. С Арис печели 8 титли на Гърция, 7 от които са поредни – 1983, 1985, 1986, 1987, 1988, 1989, 1990, 1991. В три от тези сезони тимът завършва без загуба в шампионата. Освен това печели 6 пъти Купата на Гърция – 1985, 1987, 1988, 1989, 1990, 1992. Галис извежда Арис до три поредни участия във „Final four“ на Евролигата (1988, 1989 и 1990 г.). По време на кариерата си в Арис получава оферти да заиграе в НБА от Бостън Селтикс и Ню Джърси Нетс. До 1989 г. обаче ФИБА няма професионален статут и играчите от НБА нямат право да играят за националните си отбори и поради тази причина Галис отказва да се върне в САЩ. Между 1986 и 1992 г. всеки сезон е най-резулатният играч в Евролигата.
В края на сезон 1991/92 Арис изпитва финансови затруднения и Галис е принуден да напусне поради огромната си заплата. През лятото на 1992 г. преминава в Панатинайкос и веднага става капитан на отбора. В първия си сезон за „зелените“ Галис печели Купата на Гърция. През сезон 1993/94 отново е най-резултатен играч в Евролигата, а освен това води и по асистенции. Панатинайкос завършва на трето място в турнира. На 18 октомври 1994 г. треньорът Костас Политис решава да не включи ветерана в стартовия състав, а Галис напуска залата в знак на протест. Така легендата повече не се появява на паркета и през 1995 г. официално обявява края на кариерата си.
За клубната си кариера изиграва 589 мача във всички турнири, в които отбелязва 19 795 точки (33.6 средно на мач).

## Национален отбор
Дебютира за националния отбор на Гърция в квалификациите за Олимпиадата в Москва 1980, но елините не успяват да се класират. На Евробаскет 1981 Гърция завършва на 9-о място, а Галис отбелязва 19.9 точки средно на мач. През 1983, 1987, 1989 и 1991 г. Галис е водещ реализатор на Евробаскет, като Гърция печели титлата през 1987 г. На финала отбелязва 40 точки срещу СССР с Шарунас Марчюльонис и Арвидас Сабонис, като Гърция печели с резултат 103:101. Галис е избран и за MVP на турнира. През 1989 г. Гърция остава на второ място, като губи финала от Югославия.
Освен това, с Гърция Галис печели Балканското първенство през 1986 г. и става водещ реализатор на Световното първенство същата година с 33.7 точки средно на мач.
През 1991 г. играе на Юбилейния турнир на ФИБА, където Гърция завършва на второ място.

## Успехи

### Клубни
- Шампион на Гърция – 1983, 1985, 1986, 1987, 1988, 1989, 1990, 1991
- Купа на Гърция – 1985, 1987, 1988, 1989, 1990, 1992, 1993
- Суперкупата на Гърция – 1986

### Национален отбор
- Евробаскет – 1987
- Балканско първенство – 1986

### Индивидуални
- Баскетболист на сезона в Източната конференция на NCAA – 1979
- MVP на гръцката Суперлига – 1988, 1989, 1990, 1991, 1992
- MVP на плейофите на гръцката Суперлига – 1988, 1989, 1990, 1991
- Най-резултатен играч в Евролигата – 1992, 1994
- Най-резултатен играч на Евробаскет – 1983, 1987, 1989, 1991
- В идеалния отбор на Евробаскет – 1983, 1987, 1989, 1991
- MVP на Евробаскет – 1987
- Баскетболист на годината в Европа по версията на Euroscar и Mr.Europa – 1987
- В идеалния отбор на ФИБА Европа – 1987, 1991
- В идеалния отбор на финалите на Евролигата – 1994
- 50-те най-велики играчи на ФИБА – 1991
- 50-те с най-голям принос в Евролигата – 2008